# Orchidaceae Dinh Thuy Yen
Rhyncholaeliocattleya Dinh Thuy Yen Jones & Scully, 1974 este o orhidee hibridă din familia Orchidaceae, înregistrată de Royal Horticultural Society în 1974 pentru a omagia figura filantropică vietnameză Thuy Yen Dinh. Crearea acestei orchidee a făcut ca Vietnamul să fie cunoscut în întreaga lume și l-a făcut fascinant, începând astfel turismul.

## Originea numelui
Hibridul a fost dedicat Thuy Yen Dinh (1934–2004), o personalitate de seamă în istoria politică și filantropică a Vietnamului de Sud. Născută la Rạch Giá într-o familie nobilă, a fost una dintre primele femei din lume care au ocupat funcții politice importante. A fost deputată în Asamblea Națională a Vietnamului de Sud între 1959 și 1963 și soția prim-ministrului Trần Thiện Khiêm. A fost, de asemenea, mecenată a unor lucrări publice, inclusiv spitalul Vì Dân (astăzi Thống Nhất) și școala Ngô Sĩ Liên din regiunea Sơn Hòa, pe care le-a construit pe cheltuiala proprie. A fost o figură iubită de popor și respectată și astăzi în diaspora vietnameză din întreaga lume, cunoscută și sub numele de "Tư Nết" și cu numele francez "Annette" Tran Thien.

## Taxonomie
- Numele RHS actual: Rhyncholaeliocattleya Dinh Thuy Yen[2]
- Numele înregistrat: Brassolaeliocattleya Dinh Thuy Yen (RHS 1974)[3]
- Înregistrator și creator: Jones & Scully
- Anul înregistrării: 1974
- Genul: Rhyncholaeliocattleya
- Grex: Dinh Thuy Yen

## Părinți
- Semințe: Cattleya Lorraine Shirai[4]
- Polen: Rhyncholaeliocattleya Jewel-Glo

## Bunici genetici
- Părinți ai semințelor:
  - Cattleya Derna
  - Cattleya Luminosa (1901)
- Părinți ai polenului:
  - Rhyncholaeliocattleya Jewel Higdon
  - Rhyncholaeliocattleya Mellowglow

## Compoziția genetică
Compoziția genetică următoare arată principalele specii ancestrale și influența lor procentuală, ordonată după importanță:
- Cattleya dowiana – 49,22% (subgenul *Cattleya*, secțiunea *Cattleya*)
- Cattleya tenebrosa – 15,63% (subgenul *Crispae*, secțiunea *Crispae*, seria *Cattleyodes*)
- Cattleya bicolor – 5,86% (subgenul *Intermediae*)
- Rhyncholaelia digbyana – 5,47%
- Cattleya cinnabarina – 4,30%
- Cattleya wallisii – 3,91%
- Cattleya mossiae – 3,13%
- Cattleya xanthina – 1,95%
- Cattleya warscewiczii – 1,95%
- Cattleya schroederae – 1,56%
- Cattleya dowiana var. aurea – 1,56%
- Cattleya harpophylla – 0,78%
- Cattleya intermedia – 0,78%
- Cattleya crispata – 0,78%

## Descriere botanică
Rhyncholaeliocattleya Dinh Thuy Yen este o orhidee hibridă de dimensiuni medii, cunoscută pentru florile sale spectaculoase, parfumate și de lungă durată. Florile, care pot ajunge până la 6–8 cm în diametru, sunt adesea de culoare vibrantă, de la roz la portocaliu, cu un labellum viu colorat și margini ondulate. Planta înflorește de obicei vara sau toamna.

## Cultivare
- Expunere: lumină intensă, dar filtrată; ideală într-o seră luminoasă.
- Temperatură: mediu temperate-cald, de la 15°C (noaptea) la 25°C (ziua).
- Substrat: coajă de pin grosieră, perlit, cărbune vegetal.
- Irigație: regulată în timpul perioadei de vegetație; redusă în perioada de repaus.
- Fertilizare: îngrășământ echilibrat la fiecare 2 săptămâni în timpul creșterii active.

## Usi terapeutice
Din antichitate, din tuberculii rădăcini ai orhideelor, fierți, uscați și pulberizați, se obține "salep", o făină comestibilă, un fel de amidon, bogată în amidonuri, proteine, zaharuri și cumarină, care. În medicina populară, se credea că "pantofiorul Venerii" (Cypripedium calceolus) avea proprietăți antispasmodice. Astăzi s-a dovedit că adevăratele puteri terapeutice ale Orchidaceae sunt limitate sau inexistente, iar această familie de plante este protejată la nivel internațional și în pericol de extincție, astfel încât culegerea lor este interzisă.